# ジョージ・ロチェスター
ジョージ・ディクソン・ロチェスター（George Dixon Rochester、1908年2月4日 - 2001年12月26日）は、イギリスの物理学者。クリフォード・バトラーとともにK中間子を発見したことで知られる。
北イングランドのノーサンバーランド州ウォールセンドに生まれた。ニューカッスル・アポン・タインのアームストロング大学で科学の学士号、修士号、博士号を取った。カリフォルニア大学バークレー校でポスドク時代を過ごし、1953年からマンチェスター大学で助教授の職に就いた。その後1955年には、ダラム大学の物理学教授、物理学科長となった。1967年から1970年までは、ダラム大学の副学長を務め、1973年に引退した。
1958年には王立協会フェロー（FRS）に選ばれている。

## 註釈
1. ↑  1974年の自治体再編によりタイン・アンド・ウィア州ノース・タインサイド（英語版）となる
2. ↑  ニューカッスル大学の前身の一校